# Ashly Burch
Ashly Burch (Phoenix, Arizona, 19 juni 1990) is een Amerikaanse stemactrice en scenarioschrijver. Ze is het meest bekend door haar werk als stemactrice in computerspellen, zoals in Horizon Zero Dawn en Horizon Forbidden West, waar ze Aloy inspreekt, of in Borderlands waarin ze Tiny Tina speelt. Hiermee heeft ze dan ook veel prijzen gewonnen.
Naast videogames heeft ze ook stemmen ingesproken voor Cartoon Network, waar ze ook een schrijver was bij de animatieserie Tijd voor Avontuur.

## Biografie
Burch groeide op in Phoenix, Arizona, en heeft een oudere broer genaamd Anthony. Haar moeder is een immigrant uit Thailand. Ze schrijft haar carrièrepad als stemactrice toe aan het spelen van Metal Gear Solid op 12-jarige leeftijd. Toen ze de naam van stemacteur David Hayter naast die van de hoofdpersonages zag, realiseerde ze zich dat er echte mensen waren die de personages uitspraken, en ze besefte dat dit was wat ze als carrière wilde doen. Ze studeerde in 2012 af aan het Occidental College in Los Angeles.
Na het starten van haar eigen webserie ''Hey Ash, Whatcha Playin'?'', kreeg Burch kreeg haar eerste stemacteurrol toen haar broer, Anthony Burch, werd aangenomen als schrijver voor Borderlands 2, en hij haar voorstelde om auditie te doen voor het personage Tiny Tina. Voor Life Is Strange werd ze gecast voor de rol van Chloe Price, nadat ze ook auditie had gedaan voor de rollen van Max Caulfield, Victoria Chase en Kate Marsh. In Horizon Zero Dawn uit 2017 van Guerrilla Games verzorgde ze de stem van Aloy, waar ze meerdere prijzen voor heeft gewonnen. In het vervolg Horizon Forbidden West zal ze de rol opnieuw verzorgen. In 2020 werd aangekondigd dat ze zich had aangemeld om te schrijven voor de animatieshow, The Legend of Vox Machina.
Burch had een relatie met ''Must Come Down'' co-ster David Fetzer tot aan zijn dood door een accidentele overdosis in 2012. Ze besprak deze gebeurtenis en haar eigen persoonlijke geestelijke gezondheidsproblemen tijdens haar verschijning op Paul Gilmartin's The Mental Illness Happy Hour podcast, en op Brian W. Foster's show ''Between the Sheets'' op Critical Role's YouTube-kanaal. Ze leed aan chronische angst en schrijft haar liefde voor videogames toe aan het spelen van Harvest Moon als kind, omdat dit het enige was dat haar kon kalmeren. Ze heeft meerdere keren gesproken over haar angst en de positieve impact die videogames daarop hadden.

## Filmografie

### Computerspellen
| Jaar | Titel                                              | Rol                                               |
| ---- | -------------------------------------------------- | ------------------------------------------------- |
| 2007 | Team Fortress 2                                    | miss Pauling                                      |
| 2008 | ZEN Pinball                                        |                                                   |
| 2012 | Awesomenauts                                       | Ayla                                              |
| 2012 | Borderlands 2                                      | Tiny Tina                                         |
| 2013 | Aliens: Colonial Marines                           | Lisa Reid                                         |
| 2013 | Dota 2                                             | Dark Willow                                       |
| 2013 | The Legend of Heroes: Trails of Cold Steel         | Millium Orion                                     |
| 2013 | TowerFall                                          | Last of the Order                                 |
| 2013 | Saints Row IV                                      | haarzelf                                          |
| 2014 | Children of Liberty                                | Sarah                                             |
| 2014 | Persona Q: Shadow of the Labyrinth                 | Rei                                               |
| 2014 | Project Spark                                      | Avalon                                            |
| 2014 | Borderlands: The Pre-Sequel!                       | Tiny Tina                                         |
| 2015 | Saints Row: Gat out of Hell                        | Kiki DeWynter                                     |
| 2015 | Gravity Ghost                                      | Iona, Pepper, Sorrel                              |
| 2015 | Life is Strange                                    | Chloe Price                                       |
| 2015 | Evolve                                             |                                                   |
| 2015 | There Came an Echo                                 | Val                                               |
| 2015 | Mortal Kombat X                                    | Cassie Cage                                       |
| 2015 | Mortal Kombat Mobile                               | Cassie Cage                                       |
| 2015 | Lego Jurassic World                                |                                                   |
| 2015 | The Magic Circle                                   | Coda Soliz                                        |
| 2015 | Persona 4: Dancing All Night                       | Rise Kujikawa                                     |
| 2015 | Fallout 4                                          | Tina De Luca                                      |
| 2016 | Rise of the Tomb Raider                            | Nadia                                             |
| 2016 | Lego Marvel's Avengers                             | Kamala Khan / Ms. Marvel, Cloud 9                 |
| 2016 | Battleborn                                         | Orendi                                            |
| 2016 | Teenage Mutant Ninja Turtles: Mutants in Manhattan | April O'Neil                                      |
| 2016 | Masquerada: Songs and Shadows                      | Vint                                              |
| 2016 | Minecraft: Story Mode                              | Cassie Rose                                       |
| 2016 | Star Ocean: Integrity and Faithlessness            | Hana                                              |
| 2016 | The Legend of Heroes: Trails of Cold Steel II      | Millium Orion                                     |
| 2016 | World of Final Fantasy                             | Quacho Queen                                      |
| 2016 | The Lab                                            | Out of Breath Core                                |
| 2016 | Call of Duty: Infinite Warfare                     |                                                   |
| 2017 | Horizon Zero Dawn                                  | Aloy, Elisabeth Sobeck                            |
| 2017 | Guardians of the Galaxy: The Telltale Series       | Nebula                                            |
| 2017 | Pit People                                         | Sofia, Hailey, Vampiress, Spidaur                 |
| 2017 | Fortnite                                           | Ray, Desiree                                      |
| 2017 | Agents of Mayhem                                   | Pride Trooper                                     |
| 2017 | Marvel vs. Capcom: Infinite                        | Chun-Li                                           |
| 2017 | Life is Strange: Before the Storm                  | Chloe Price                                       |
| 2017 | Style Savvy: Styling Star                          |                                                   |
| 2017 | Horizon Zero Dawn: The Frozen Wilds                | Aloy                                              |
| 2018 | OK K.O.! Let's Play Heroes                         | Enid                                              |
| 2018 | Final Fantasy XV                                   | Sarah                                             |
| 2018 | Artifact                                           | Rebel Decoy, Smeevil Blacksmith, Troll Soothsayer |
| 2019 | Afterparty                                         | Sam Hill                                          |
| 2019 | Teppen                                             | Chun-Li                                           |
| 2019 | Marvel Ultimate Alliance 3: The Black Order        | Nebula                                            |
| 2019 | Borderlands 3                                      | Tina                                              |
| 2019 | The Blackout Club                                  | Isabela Madi-Shaw                                 |
| 2019 | The Outer Worlds                                   | Parvati Holcomb                                   |
| 2020 | Valorant                                           | Viper                                             |
| 2020 | The Last of Us Part II                             | Mel                                               |
| 2020 | The Red Lantern                                    |                                                   |
| 2020 | Marvel's Avengers                                  | Hawkeye (Kate Bishop)                             |
| 2020 | Spider-Man: Miles Morales                          | Danika Hart                                       |
| 2022 | Horizon Forbidden West                             | Aloy, Beta, Elizabeth Sobeck                      |

### Animatie
| Jaar    | Titel                                          | Rol                                      | Opmerkingen                  |
| ------- | ---------------------------------------------- | ---------------------------------------- | ---------------------------- |
| 2011    | Eight Bit Strange: Final Bit                   | Ash                                      | korte film                   |
| 2013-22 | Bee and PuppyCat                               | Cass, Cicada                             | serie, 8 afleveringen        |
| 2014    | Expiration Date                                | Miss Pauling                             | korte film                   |
| 2014    | Chainsaw Richard                               | Tiny Ghost, Female                       | korte tv-film                |
| 2014    | Blackford Manor                                | Josette                                  | korte tv-film                |
| 2014    | Over the Garden Wall                           | meerdere rollen                          | serie, 1 aflevering          |
| 2014–18 | Adventure Time                                 | meerdere rollen                          | serie, 4 afleveringen        |
| 2015–18 | Pig Goat Banana Cricket                        | Lila Twinklepipes                        | serie, 2 afleveringen        |
| 2016    | OK K.O.! Let's Be Heroes: KO                   | Enid                                     | korte tv-film                |
| 2016    | OK K.O.! Let's Be Heroes: Enid                 | Enid                                     | korte tv-film                |
| 2016    | OK K.O.! Let's Be Heroes: Rad                  | Enid                                     | korte tv-film                |
| 2016    | OK K.O.! Let's Be Heroes: Enid's Bad Day       | Enid                                     | korte tv-film                |
| 2016    | OK K.O.! Let's Be Heroes: Rad Cries            | Enid                                     | korte tv-film                |
| 2016    | OK K.O.! Let's Be Heroes: Rad's Van            | Enid                                     | korte tv-film                |
| 2016–17 | We Bare Bears                                  | meerdere rollen                          | serie, 3 afleveringen        |
| 2017    | OK K.O.! Let's Be Heroes: Commercial           | Enid                                     | korte tv-film                |
| 2017    | OK K.O.! Let's Be Heroes: KO's Inner Monologue | Enid                                     | korte tv-film                |
| 2017    | OK K.O.! The Life of Darrell                   | Enid                                     | korte tv-film                |
| 2017    | OK K.O.! Let's Be Heroes: Enid vs. Rad         | Enid                                     | korte tv-film                |
| 2017    | OK K.O.! Action News                           | Enid                                     | korte tv-film                |
| 2017–19 | OK K.O.! Let's Be Heroes                       | Enid, Gladys, Ms. Mummy, Foxy, Rippy Roo | serie, 93 afleveringen       |
| 2017–18 | Steven Universe                                | Rutile                                   | serie, 4 afleveringen        |
| 2019    | The LEGO Movie: Masters of Flight              | Wyldstyle                                | korte tv-film                |
| 2019    | Trolls: The Beat Goes On!                      | Meadow Springs                           | korte tv-serie, 1 aflevering |
| 2019–21 | Final Space                                    | Ash Graven                               | serie, 25 afleveringen       |
| 2020    | The Loud House                                 | Lainey                                   | serie, 1 aflevering          |
| 2020    | Glitch Techs                                   | Ridley, K. Moon, Goblin                  | serie, 6 afleveringen        |
| 2020    | Ninjala                                        | Jane                                     | serie, 1 aflevering          |
| 2020    | Tales of Runeterra: Ionia - "The Lesson"       | Akali                                    | korte web-film               |
| 2020    | Summer Camp Island                             | meerdere rollen                          | serie, 1 aflevering          |
| 2020    | Adventure Time: Distant Lands                  | Darling                                  | tv-mini-serie, 1 aflevering  |
| 2021    | The Ghost and Molly McGee                      | Molly McGee                              | serie                        |
| 2022    | LEGO Star Wars Summer Vacation                 | Mahlnor / Tour Droid                     | korte film                   |
| 2023    | The Super Mario Bros. Movie                    | overige stemmen                          | film                         |

### Anime
| Jaar    | Titel                                           | Rol               | Opmerkingen     |
| ------- | ----------------------------------------------- | ----------------- | --------------- |
| 2011    | Dragon Ball Z Kai                               | meerdere rollen   | 2 afleveringen  |
| 2011-12 | Steins;Gate                                     | Mayuri Shiina     | 25 afleveringen |
| 2012    | Fairy Tail                                      | meerdere rollen   | 1 aflevering    |
| 2012    | Code: Breaker                                   | Sakura Sakurakoji | 13 afleveringen |
| 2013    | Steins;Gate: The Movie − Load Region of Déjà Vu | Mayuri Shiina     | film            |
| 2013-19 | Attack on Titan                                 | Sasha Braus       | 41 afleveringen |
| 2014    | Space Dandy                                     | Freckles          | 1 aflevering    |
| 2014    | Attack on Titan: Crimson Bow and Arrow          | Sasha Braus       | film            |
| 2015    | Attack on Titan: Junior High                    | Sasha Blouse      | 7 afleveringen  |
| 2018    | Steins;Gate 0                                   | Mayuri Shiina     | 11 afleveringen |

### Live-action
| Jaar    | Titel                         | Rol | Opmerkingen                 |
| ------- | ----------------------------- | --- | --------------------------- |
| 2008-16 | Hey Ash, Whatcha Playin'?     | Ash, Liquid Ashelot, Anthony, Bobby Kotick, Li'l T., Taye, Christopher Lloyd, Fumito Ueda, Liquid Ashelot, Obadiah Stane | Web-serie, 125 afleveringen |
| 2010    | Donna                         | Donna | korte film                  |
| 2012    | Must Come Down                | Holly | Film                        |
| 2013    | School of Thrones             | Dany Targaryen | tv-serie, 3 afleveringen    |
| 2013    | Baked Goods                   | Charlie Binkle | tv-serie, 2 afleveringen    |
| 2013    | Isip the Warrior              | Woman | korte film                  |
| 2014    | Starbomb: I Choose You to Die | Ashly Burch | korte video                 |
| 2015    | The Strongest Man             | Illi | Film                        |
| 2015    | Uncle Kent 2                  | Christine From Housekeeping                                                                                              | Film                        |
| 2015    | Muzzled the Musical           | Malfalia | tv-serie, 3 afleveringen    |
| 2015    | Redshift                      | | korte film                  |
| 2015-16 | RocketJump: The Show          | Jess, Super Lieutenant, Female Assistant                                                                                 | tv-serie, 4 afleveringen    |
| 2016    | Board with Life               | Michelle | tv-serie, 3 afleveringen    |
| 2016-18 | Critical Role                 | Keg, Ida Codswell, Clothesline, Piglet, Dren                                                                             | Web-serie, 8 afleveringen   |
| 2017    | Dimension 404                 | Shannon | tv-serie, 1 aflevering      |
| 2018    | Liberty: Vigilance            | Thracius Wyatt | Audio-serie, 5 afleveringen |
| 2020-21 | Mythic Quest: Raven's Banquet | Rachel | Web-serie, 16 afleveringen  |

### Als schrijver
| Jaar    | Titel                             | Opmerkingen                    |
| ------- | --------------------------------- | ------------------------------ |
| 2008-16 | Hey Ash, Whatcha Playin'?         | Web-serie, 47 afleveringen     |
| 2014    | Expiration Date                   | korte film                     |
| 2015-16 | RocketJump: The Show              | serie, 3 afleveringen          |
| 2016-18 | Adventure Time                    | Animatieserie, 31 afleveringen |
| 2017    | Life Is Strange: Before the Storm | Computerspel                   |
| 2018    | Summer Camp Island                | Animatieserie, 1 aflevering    |
| 2020    | Glitch Techs                      | Animatieserie, 7 afleveringen  |
| 2020    | Mythic Quest: Raven's Banquet     | Web-serie, 10 afleveringen     |

## Trivia
- Burch sprak samen met haar broer Anthony een Engelse versie van een video in van de Nederlandse online-animatieserie Kud.[18]